# Hüttermühle
Hüttermühle (lb. Hëttermillen) – wieś (Uertschaft) w południowo-wschodnim Luksemburgu, w kantonie Remich, w gminie Stadtbredimus. Do 3 października 2015 miejscowość leżała w dystrykcie Grevenmacher. Liczy 93 mieszkańców (31 grudnia 2022).  